# Jean Nouvel
Jean Nouvel (* 12. srpna 1945 ve Fumel, Lot-et-Garonne, Francie) je francouzský architekt s mezinárodním věhlasem. Studoval na École nationale supérieure des beaux-arts v Paříži a byl spoluzakladatelem francouzského architektonického hnutí Mars 1976 a Syndicat de l'Architecture. V průběhu své kariéry získal řadu prestižních ocenění - Aga Khan Award za architekturu (cena byla udělena za Institut du monde arabe), Wolfova cena za umění v roce 2005 a Pritzkerova cena v roce 2008. Jeho práci zpětně hodnotí množství muzeí a architektonických center.

## Praxe

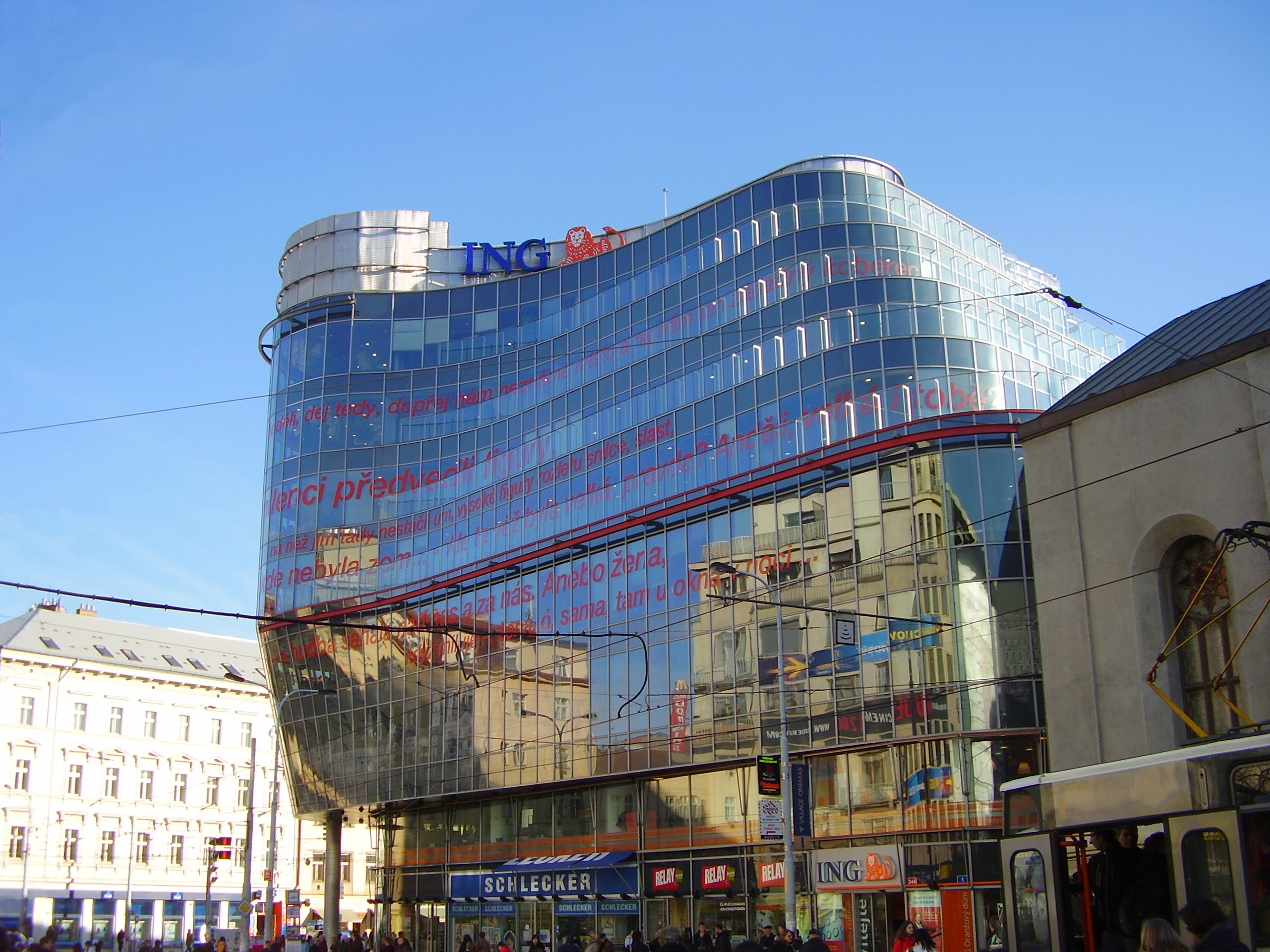
Budova Zlatého Anděla v Praze navržená Jeanem Nouvelem

Ve 25 letech Nouvel dokončil školu a spojil se s Françoisem Seigneurem. Díky Claudovi Parentovi a jeho doporučení se stal členem Pařížského biennale. Svoje architektonické a designérské návrhy aplikoval na výstavách umění a divadla. Brzy ve své kariéře se stal klíčovým účastníkem debat o architektuře ve Francii. V roce 1976 byl spoluzakladatelem francouzského architektonického hnutí Mars 1976, o rok později Syndicat de l'Architecture. V tom roce byl i jedním z organizátorů mezinárodní soutěže Les Halles a v roce 1980 založil první architektonické Pařížské biennale.
V roce 1981 vyhrál architektonickou soutěž na stavbu Institutu arabského světa, jednoho z „velkých projektů“ vyhlášených tehdejším prezidentem Françoisem Mitterrandem. Tento projekt dokončený v roce 1987 přinesl Nouvelovi mezinárodní uznání.
Mezi lety 1972 a 1984 Nouvel spolupracoval se třemi různými partnery, kterými byli Gilbert Lezenes, Jean-François Guyot a Pierre Soria. V roce 1985 Nouvel a začínající architekt Jean-Marc Ibos, Mzrto Vitart a Emmanuel Blamont založili ateliér Jean Nouvel et Associés. S Emmanuelem Gattanim vytvořil v roce 1988 architektonickou kancelář JNEC (Jean Nouvel et Emmanuel Cattani).
Dodnes působí ve svém ateliéru Jean Nouvel, který založil v roce 1994 s Michelem Pélissiém. Tato architektonická kancelář je se 140 zaměstnanci největší ve Francii. Má pobočky v Londýně, Kodani, New Yorku, Římě, Madridu a Barceloně.

## Tvorba
Jean Nouvel navrhl množství pozoruhodných staveb po celém světě, za něž mu byla udělena Pritzkerova cena. Publikoval ilustrovaný přehled své architektonické práce, který obsahuje i projekty, které nikdy nebyly postaveny, projekty ve výstavbě a návrhy, které se teprve realizovat budou. V roce 2001 režisér Beat Kuert natočil dokument o pěti Nouvelových projektech s názvem Jean Nouvel.
Znakem jeho osobnosti je nepochybně jeho silná psychická přítomnost – vždy oblečen v černém je lehce rozpoznatelný. Jeho smysl pro objemy a materiály, obzvlášť pro sklo, je nepřekonatelný, ačkoli funkce některých prostorů není vždy úplně v souladu s potřebami klienta. S touto schopností jeho díla navzdory svým velkým rozměrům působí lehce a jemně. Využívá svůj intelekt a principy hi-tech na vyjádření reality.[zdroj?]

## Projekty

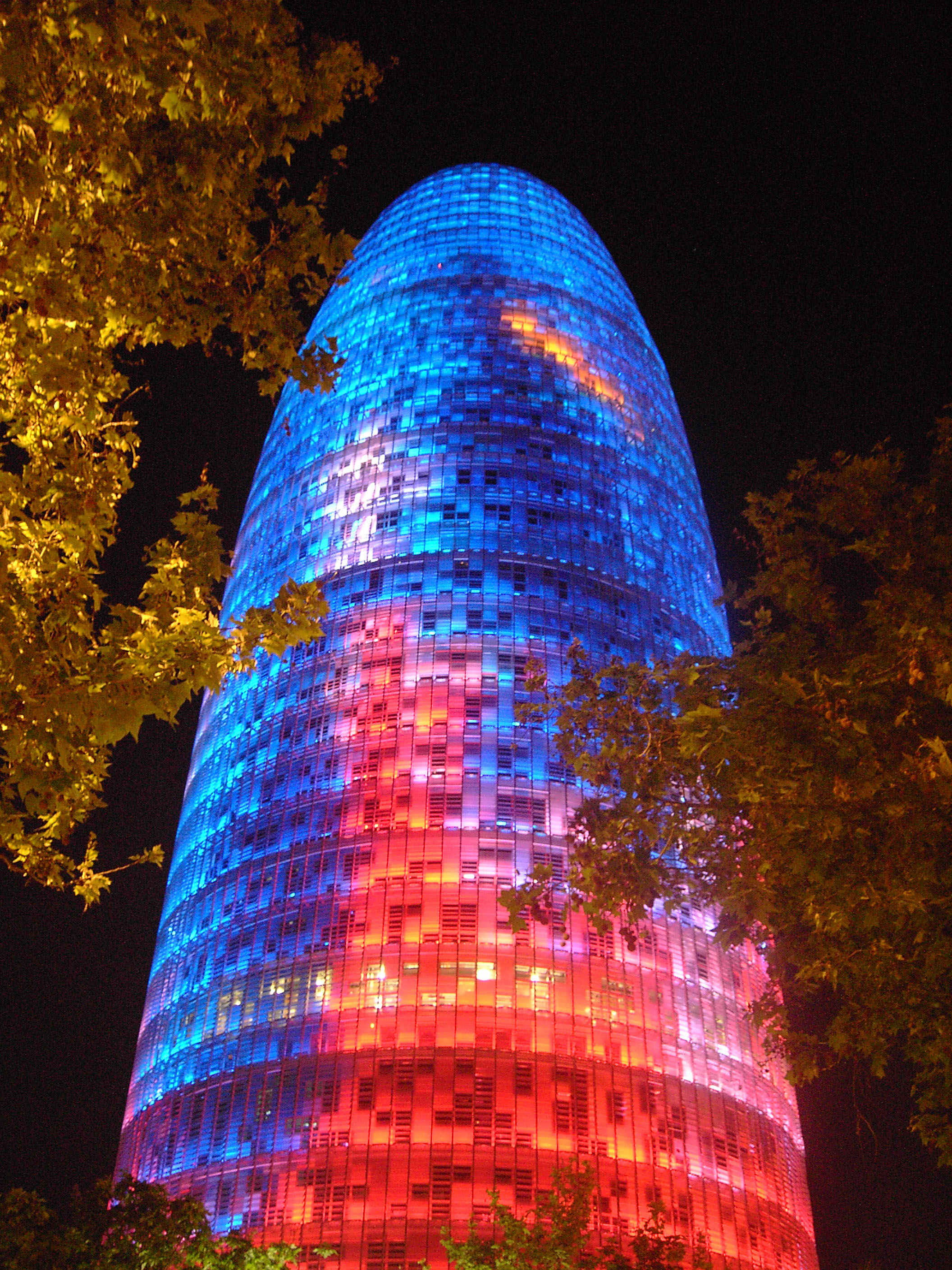
Torre Glòries, Barcelona

- 2019 – Dauhá, Katar – Národní muzeum[1]
- 2019 - 53W53[2]
- 2017 – Louvre Abu Dhabi, Abu Dhabi, Spojené arabské emiráty
- 2015 – Paříž, Francie – Philharmonie de Paris
- 2008 – New York, USA – rezidence 40 Mercer Street
- 2006 – Minneapolis, Minnesota – divadlo Guthrie
- 2006 – Paříž, Francie – Musée du quai Branly
- 2005 – Madrid, Španělsko – rozšíření Reina Sofía Museum
- 2004 – Soul, Jižní Korea – jedna z budov galerie Leeum
- 2003 – Barcelona, Španělsko – Torre Glòries
- 2002 – Murten, Švýcarsko – Expo.02
- 2001 – Kolín nad Rýnem, Německo – Köln Turm
- 2001 – Praha, Česko – Zlatý Anděl
- 2001 – Vídeň, Rakousko – Gasometer
- 2000 – Lucern, Švýcarsko – Kulturní a kongresové centrum
- 2000 – Lucern, Švýcarsko – rekonstrukce Deluxe Boutique Hotel
- 2000 – Mons, Belgie – vědecký park
- 2000 – Nantes, Francie – soudní budova
- 1999 – Bregenz, Rakousko – Interunfall
- 1999 – Rueil-Malmaison, Francie – Cognac-Jay
- 1999 – Strasbourg, Francie – Schutzenberger Brewery
- 1999 – Wismar, Německo – technologické centrum
- 1998 – Paříž, Francie – muzeum Musée de la Publicité
- 1998 – Tokio, Japonsko – budova Dentsu
- 1995 – Berlín, Německo – galerie Lafayette
- 1995 – Lille, Francie – Eurallille
- 1994 – Hérouville-Saint-Clair, Francie – sociální centrum
- 1994 – Boisseuil, Francie – Pôle de Lanaud, Genoscope
- 1994 – Paříž, Francie – Fondation Cartier
- 1993 – Bezons, Francie – ZAC Parmentier
- 1993 – Lyon, Francie – renovace Nouvel Opéra
- 1993 – Périgueux, Francie – museum Vésunna Gallo-Roman
- 1993 – Saint-Imier, Švýcarsko – Cartier CTL
- 1993 – Tours, Francie – konferenční centrum
- 1993 – Tours, Francie – bytové domy
- 1993 – Tours, Francie – turistické kanceláře
- 1993 – Tours, Francie – parkování
- 1992 – Dax, Francie – Hotel des Thermes
- 1992 – Hérouville-Saint-Clair, Francie – Perception
- 1992 – Issy-les-Moulineaux, Francie – CLMBBDO
- 1992 – Tours, Francie – autobusový terminal
- 1991 – Blois, Francie – Poulain
- 1991 – Cap d’Ail, Francie – Pierre et Vacances
- 1990 – Freiburg im Breisgau, Německo – Interdica
- 1989 – Bouliac, Francie – hotel Saint-James
- 1989 – Nancy, Francie – INIST
- 1989 – Paříž, Francie – ADP Offices
- 1989 – Paříž, Francie – apartmány Bailly
- 1988 – Paříž, Francie – gallerie Bailly
- 1988 – Paříž, Francie – Hit Parade
- 1988 – Saint-Herblain, Francie – Onyx
- 1987 – Combs-la-Ville, Francie – La Coupole
- 1986 – Marne-la-Vallée, Francie – Gymnase du Luzard
- 1987 – Nîmes, Francie – Dhuoda
- 1987 – Nîmes, Francie – Nemausus 1
- 1987 – Paříž, Francie – Institut du monde arabe
- 1987 – Saint-Ouen, Francie – Bytové domy
- 1986 – Nîmes, Francie – Sportovní centrum
- 1984 – Antony, Francie – Les Godets
- 1984 – Belfort, Francie – městské divadlo
- 1983 – Paříž, Francie – kanceláře Yves Dauge
- 1982 – Kerjouanno, Francie – SEA centrum
- 1982 – Paříž, Francie – Péniche klub de Presse Renault
- 1979 – Bezons, Francie – klinika Val-Notre-Dame
- 1979 – Troyes, Francie – rezidence Devoldere
- 1978 – Troyes, Francie – rezidence Dick
- 1976 – Paříž, Francie – knihovna Trocadero
- 1974 – Périgueux, Francie – rezidence Delangh
- 1974 – Trélissac, Francie – mateřská školka
- 1973 – Villeneuve-sur-Lot, Francie – rezidence Delbigot
- 1972 – Paříž, Francie – Baillais vydavatelství
- 1971 – Paříž, Francie – Plateau Beaubourg

## Ocenění

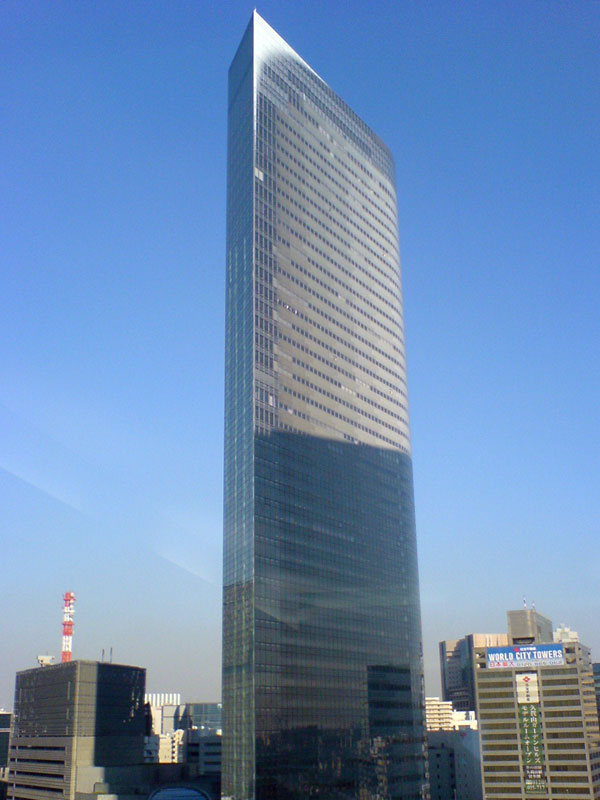
Dentsu Building v Tokiu

- 1983 – Rytíř řádu umění a literatury (l'Ordre des Arts et des Lettres)
- 1983 – Stříbrná medaile francouzské akademie architektury (le Prix de l'Académie d'Architecture de France)
- 1983 – doctor honoris causa univerzity v Buenos Aires
- 1987 – Rytíř řádu za zásluhy (l'Ordre national du Mérite)
- 1987 – Grand prix national de l'architecture, Prix Aga Khan d'architecture a laureát ceny – l'Équerre d'Argent za arabský institut (l'Institut du monde arabe)
- 1990 – Prix Architectural Record za hotel Saint-James
- 1993 – čestný člen AIA Chicago (American Institute of Architects)
- 1995 – čestný člen RIBA (Royal Institute of British Architects)
- 1997 – Komtur řádu umění a literatury (l'Ordre des Arts et des Lettres)
- 1999 – Zlatá medaile francouzské akademie architektury (l'Académie d'architecture française)
- 2000 – Zlatý lev na bienále v Benátkách (Biennale de Venise)
- 2001 – Premio Internazionale di Architettura Francesco Borromini, edizione 2001
- 2003 – První cena mezinárodní architektury UNESCO za celoživotní dílo a zvláštní ocenění za projekt AN USVACUM (Paříž)
- 2005 – Wolfova cena
- 2008 – Pritzkerova cena[3]